# ぼくの絵わたしの絵
ぼくの絵わたしの絵（ぼくのえわたしのえ）はNHK Eテレで放送されているテレビ番組。『第○回全国教育美術展から』のサブタイトルがついている。
2019年より、当該番組の名称を『アートではじける!子どもの力』にリニューアルして放送している。本項では、番組名称のリニューアル後についても一括して取り上げるものとする。

## 概要
教育美術振興会が主催、NHKが後援している「全国教育美術展」の幼児から中学生までの作品を紹介する番組。
2007年までは『春のテレビクラブ』にて放送されていたが、2008年から2021年までは東京都渋谷区のNHK放送センターで行われる「ぼくの絵わたしの絵展 全国教育美術展 東京展」の開催直前である2月下旬の週末午後に放送されていた。その後、2022年より再び春休み期間中の平日午前の放送に戻った。

## 第1期 NHK総合テレビ・特別番組
幼児から中学生までの特選作品を紹介。
| 回     | 放送日時                      | 司会       | 解説       | ゲスト               |
| ------ | ----------------------------- | ---------- | ---------- | -------------------- |
| 第38回 | 1979年2月11日 日曜11:00-11:50 | 新井晴美   | 國領經郎   | ちばてつや           |
| 第39回 | 1980年2月11日 月曜10:05-11:00 | 安藤恵     | 植村鷹千代 | 林健造、楳図かずお   |
| 第40回 | 1981年2月11日 水曜08:40-09:30 | 上安平洌子 | 川村浩章   | 安野光雅             |
| 第41回 | 1982年2月11日 木曜08:40-09:30 | 小宮山洋子 | 藤沢典明   | 三田佳子             |
| 第42回 | 1983年2月13日 日曜10:00-10:50 | 伊集院礼子 | 花篤実     | 米倉斉加年           |
| 第43回 | 1984年2月11日 土曜16:35-17:25 | 西久保由美 | 西光寺亨   | 西丸震哉、楠田枝里子 |

## 第2期 NHK教育テレビ・5分番組
1984年8月6日から1990年3月15日まで放送されたミニ番組。春のテレビクラブで特選作品を紹介した後、1年かけて「全国教育美術展」の前年度入選作品を紹介した。
- 放送時間：NHK教育テレビ 火曜・木曜13:55-14:00

## 第3期 NHK教育テレビ（Eテレ）・特別番組
幼児から中学生までの特選作品を紹介。
| 回     | 放送日時                      | 司会       | ゲスト                                            |
| ------ | ----------------------------- | ---------- | ------------------------------------------------- |
| 第49回 | 1990年3月19日，20日，26日     |            |                                                   |
| 第50回 | 1991年3月23日 土曜10:30-11:30 | 黒沢保裕   | 山本文彦、城戸真亜子、ヒサ・クニヒコ              |
| 第51回 | 1992年3月28日 土曜10:45-11:45 |            | 林建造、安珠                                      |
| 第52回 | 1993年3月27日 土曜09:00-10:00 |            | 伊藤彌四夫、イルカ、岩井小百合                    |
| 第53回 | 1994年3月26日 土曜09:00-10:00 | 高見知佳   | 山本文彦、池田満寿夫                              |
| 第54回 | 1995年3月22日，23日，24日     | 須磨佳津江 | 西野範夫、やなせたかし                            |
| 第55回 | 1996年4月4日，5日             | 西山千真   | 日比野克彦、松村容子、林健造、遠藤友麗            |
| 第56回 | 1997年4月1日，2日，3日        | 桜井洋子   | 日比野克彦、西野範夫                              |
| 第57回 | 1998年3月27日 金曜11:00-11:55 | 滝島雅子   | 日比野克彦、桑原茂雄                              |
| 第58回 | 1999年3月27日 土曜10:00-10:45 | 滝島雅子   | 葉加瀬太郎、板良敷敏                              |
| 第59回 | 2000年3月24日 金曜11:00-12:00 | 石井かおる | 片岡鶴太郎、伊藤彌四夫                            |
| 第60回 | 2001年3月23日 金曜11:00-12:00 |            | 原田泰治、板良敷敏                                |
| 第61回 | 2002年3月23日 土曜09:00-10:00 | 高市佳明   | 山本文彦、アグネス・チャン                        |
| 第62回 | 2002年3月28日 金曜10:45-11:15 | 黒崎めぐみ | 山本文彦、アグネス・チャン                        |
| 第63回 | 2004年3月26日 金曜10:45-11:45 | 住吉美紀   | 山本文彦、MAYA MAXX                               |
| 第64回 | 2005年3月21日 月曜11:00-12:00 | 安部みちこ | 山本文彦、飯野和好                                |
| 第65回 | 2006年3月21日 火曜11:00-12:00 |            | 山本文彦、326                                     |
| 第66回 | 2007年3月21日 水曜11:00-12:00 | 中條誠子   | 山本文彦、八代亜紀                                |
| 第67回 | 2008年2月24日 土曜16:00-17:00 | 中條誠子   | 奥村高明、パパイヤ鈴木                            |
| 第68回 | 2009年2月21日 土曜15:00-16:00 | 小郷知子   | 山本文彦、榎木孝明                                |
| 第69回 | 2010年2月21日 日曜16:00-17:00 | 永井伸一   | 橋本光明、はな                                    |
| 第70回 | 2011年2月26日 土曜15:00-15:40 | 桜井洋子   | 山本文彦、ベッキー                                |
| 第71回 | 2012年2月26日 日曜16:00-16:30 | 柘植恵水   | 橋本光明、坂下千里子                              |
| 第72回 | 2013年2月23日 土曜15:00-15:30 | 安部みちこ | 山本文彦、つるの剛士                              |
| 第73回 | 2014年2月22日 土曜15:00-15:30 | 岩槻里子   | 武田双雲、山本文彦                                |
| 第74回 | 2015年2月21日 土曜15:00-15:30 | 武内陶子   | コウケンテツ、山本文彦                            |
| 第75回 | 2016年2月21日 日曜16:00-16:30 | 江崎史恵   | 片桐仁、山本文彦                                  |
| 第76回 | 2017年2月18日 土曜15:00-15:30 | 渡邊佐和子 | 西野亮廣、山本文彦                                |
| 第77回 | 2018年2月25日 日曜15:30-16:00 | 片桐仁     | 小倉優子、玉川信一                                |
| 第78回 | 2019年2月24日 日曜14:30-15:00 | 片桐仁     | 中川翔子、玉川信一                                |
| 第79回 | 2020年2月23日 日曜14:30-15:00 |            | 片桐仁、篠原ともえ、玉川信一                      |
| 第80回 | 2021年2月21日 日曜15:30-16:00 |            | 片桐仁、中川翔子、玉川信一                        |
| 第81回 | 2022年3月25日 金曜09:45-10:15 |            | 山根良顕、篠原ともえ、玉川信一                    |
| 第82回 | 2023年3月27日 月曜09:25-09:55 |            | 加藤諒、山口もえ、玉川信一                        |
| 第83回 | 2024年3月30日 土曜10:00-10:30 |            | 市川紗椰、DAIGO、玉川信一 ナレーション - 峯田大夢 |